# Agar Agar
Pour le gélifiant, voir Agar-agar.
Agar Agar est un groupe d'electropop français formé en 2015 par Clara Cappagli et Armand Bultheel à Cergy et basé à Paris. Ils sortent leur premier single Prettiest Virgin en 2016 et leur premier album, The Dog and the future, le 28 septembre 2018 avant de se produire le 6 décembre 2018 à L’Olympia après une tournée en France et à l’étranger.

## Origine du nom
C'est en élevant des fourmis chez lui qu'Armand trouve le nom du groupe en les nourrissant d'agar-agar.

## Biographie
Clara et Armand se rencontrent à l'École nationale supérieure d'arts de Paris-Cergy et vivent respectivement dans le vingtième arrondissement de Paris et à Montreuil. Clara travaille la sculpture et Armand, la vidéo et le dessin. Ils donnent leur premier concert dans leur école à l’occasion du départ à la retraite de la bibliothécaire de l’établissement, en 2015 et sont repérés par le label indépendant Cracki Records, sur SoundCloud. Les deux membres du groupe ont suivi des cours au conservatoire étant petit. Clara a pris des cours de guitare, de piano et de chant. Armand était dans une chorale et un orchestre où il a fait du violon et des percussions.
En 2014, Clara Cappagli était apparue sur les titres Pola et Quantif de Jabberwocky. Clara a aussi été membre du groupe garage-punk Cannery Terror. Ils composent leur premier single Prettiest Virgin en avril 2016 et sont sélectionnés dans les dix lauréats des Inrocks Lab 2016. En juillet, ils se produisent au Macki Music Festival à Carrières-sur-Seine. Le 28 septembre, le duo sort un premier EP intitulé Cardan, à mi-chemin entre influences synthpop des années 1980 et la techno.
En avril 2017, ils se produisent au Printemps de Bourges, après une cinquantaine de concerts. En juin, leur titre Prettiest Virgin est remixé par le producteur parisien Myth Syzer. En juillet, le duo participe au festival corse Calvi on the Rocks, et au festival belge Dour. Puis en août, à l'occasion de la nouvelle formule du magazine Les Inrocks, ils font un concert devant un kiosque à journaux à Paris,. Le 27 septembre 2017, Agar Agar se produit à la Gaîté-Lyrique.
Le 1er mars 2018, le groupe se produit à La Cigale. En juillet, Clara chante sur le titre La Piscine de Myth Syzer, avec Doc Gynéco. En août, Agar Agar joue pour la soirée d'ouverture du Mirelo Festival sur le toit du MUCEM à Marseille. Le premier album sort le 28 septembre à la suite de la publication de deux singles, Fangs Out et Sorry About the Carpet, s’inspirant de la bande dessinée Megg, Mogg and Owl. Le clip de Sorry About the Carpet a été réalisé par Antonin Peretjatko, réalisateur de La Fille du 14 juillet et de La Loi de la jungle. Le clip de Fangs Out est réalisé par William Laboury. Dans le clip vidéo du single Fangs Out apparaît la comédienne Garance Marillier, nommée au César du meilleur espoir féminin en 2018. Le 6 décembre 2018, le groupe se produit dans la salle parisienne de l'Olympia.
En mai 2020, le groupe sort un mini-EP baptisé Nap. L'année suivante, en 2021, Agar Agar sort pour les 10 ans de Cracki Records, le morceau Biceps.

## Sonorités et influences
Les textes des morceaux sont principalement chantés en anglais, et un morceau est en espagnol.

## Discographie

### Remixes
- 2022 : Nina Hagen - Unity (Agar Agar Remix)
- 2023 : Klaus Nomi - Simple Man (Agar Agar Remix)

## Membres
- Clara Cappagli - chant
- Armand Bultheel - synthétiseurs